# Musée Arthur Rimbaud

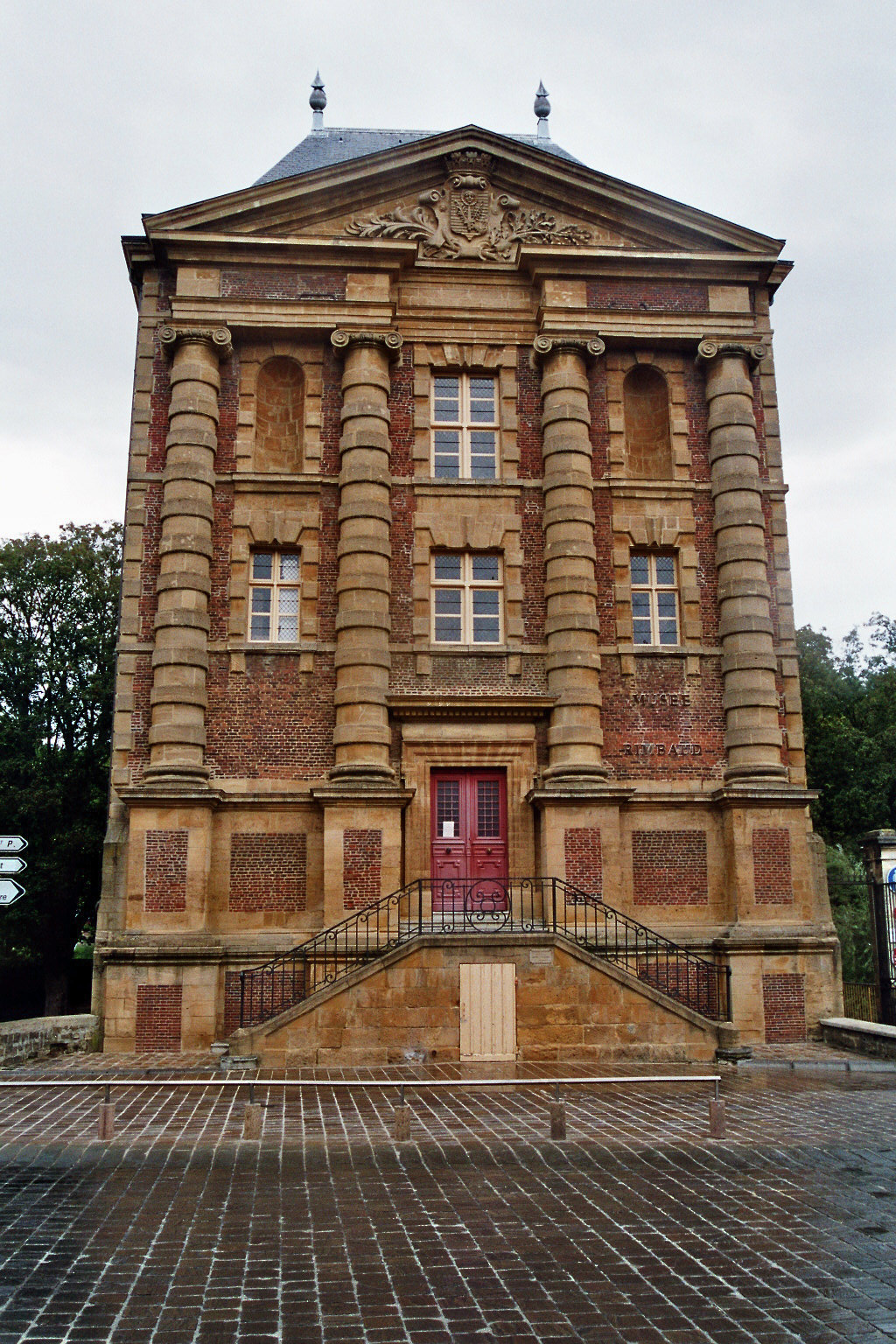
Het museum in de oude molen

Het Musée Arthur Rimbaud is een museum gewijd aan de Franse dichter Arthur Rimbaud, gevestigd in zijn geboorteplaats Charleville-Mézières.

## De omgeving
Charleville-Mézières is gelegen in de Franse Ardennen. Vanaf hier kan een Rimbaud-Verlaine autoroute worden gevolgd.
Het museum is gevestigd in de oude watermolen aan de oever van de Maas. De Maaskade heet tegenwoordig Quai Arthur Rimbaud, maar was vroeger de Quai de la Madeleine. Aan dezelfde kade, aan de overzijde van de straat, is op nummer 7 het oude woonhuis van Rimbaud gevestigd. Tegenwoordig doet dit dienst als dependance van het Rimbaud-museum en staat bekend onder de naam Maison des Ailleurs.
Via een loopbrug achter de molen is de berg Olympus te bereiken. Hier bevindt zich ook een beeld van Rimbaud. Iets verderop langs de Quai Arthur Rimbaud staat aan de Place de l'Agriculture de Bibliothèque Municipale, in dit gebouw was vroeger de school van Rimbaud gevestigd. Om de hoek is een nieuwe school opgericht, het Collège Arthur Rimbaud, met voor de deur een groot Rimbaud-standbeeld.
Vanaf de molen voert een rechte weg naar de Place Ducale, het centrum van het stadje. Vanaf dit plein is de oude begraafplaats, met daar het graf van Rimbaud, eenvoudig te bereiken evenals het geboortehuis van Rimbaud en even verderop het standbeeld dat voor het station is geplaatst.

## Musée Arthur Rimbaud

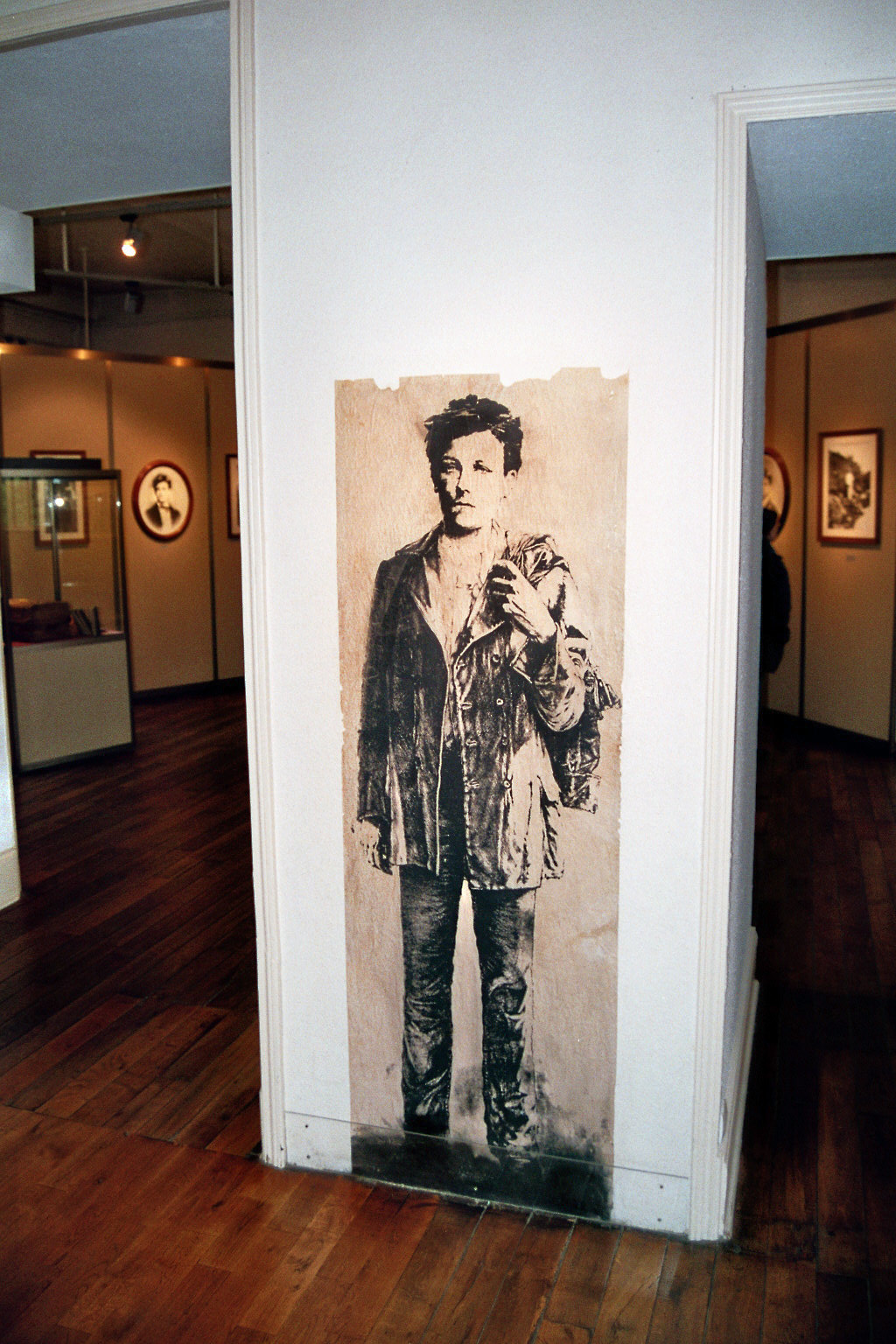
Het interieur van het museum

Het kleine museum telt twee verdiepingen. Op de begane grond bevindt zich de vaste collectie die bestaat uit kopieën van brieven en manuscripten en een paar originele gebruiksvoorwerpen. Alle bekende foto's van Rimbaud zijn in de tentoonstelling opgenomen, aan weerszijden van de centraal opgestelde replica van de Rimbaud-buste die zich voor het station bevindt. In een tweetal kleine vitrines zijn onder andere een eerste uitgave van Une saison en Enfer, Rimbauds reisbestek, wat kleding en de koffer van de dode dichter te bewonderen. Een recente aanwinst vormt het oude vestzakhorloge dat Rimbaud gedragen zou hebben.
Boudewijn Büch beschrijft in zijn reisverhaal Zingende botten hoe hij de koffer en een aantal originele documenten in het museum heeft mogen vasthouden. In een tijd dat Rimbaud nog geen fenomeen was, schrijft hij, werden ze op verzoek zo uit de vitrine gehaald.
Naast de historische documenten en voorwerpen is in het museum wat ruimte ingeruimd voor de moderne blik op Rimbaud. Kunstenaars en kunstprojecten die door of op hem geïnspireerd zijn krijgen (beperkte) aandacht. Ook heeft het museum een vrij uitgebreide collectie Rimbaud-boeken te koop.
Via een trap is de eerste verdieping te bereiken waar in wisselende tentoonstellingen het fenomeen Rimbaud belicht wordt.

## Maison des Ailleurs

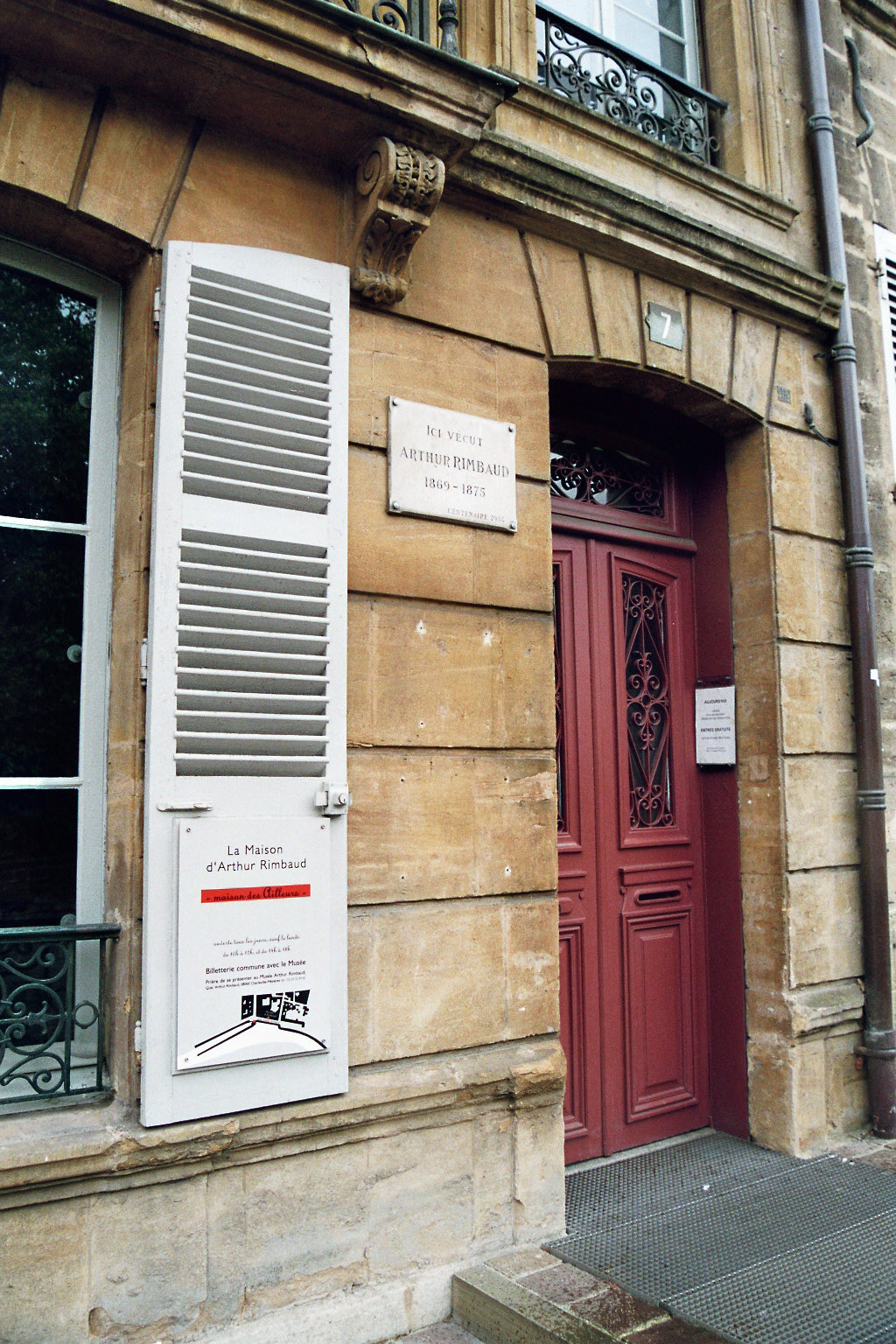
Het oude woonhuis van Rimbaud is nu het Maison des Ailleurs

In het oude woonhuis van Rimbaud is sinds 2004 het Maison des Ailleurs gevestigd. Via licht, beeld en geluid wordt in verschillende kamers een impressie gegeven van de reizen die Rimbaud over de wereld gevoerd hebben. Iedere kamer heeft een eigen plaats of land tot thema en toont op de schouw een aantal foto's. Hierbij is ook Nederland vertegenwoordigd: Rimbaud monsterde aan bij het KNIL en vertrok op de Prins van Oranje naar Java.
Op de begane grond bevindt zich een kleine Rimbaud-bibliotheek waar de boeken die in het museum verkocht worden kunnen worden ingezien.